# Liste des comtes de Beaumont-le-Roger
 (avril 2016).
La présente liste dresse la succession des maisons nobles ayant porté le titre de comte de Beaumont-le-Roger.

## Maison de Beaumont
- 1050-1094 : Roger, premier seigneur de Beaumont puis comte de Meulan par mariage
- 1094-1118 : Robert Ier de Meulan
- 1118-1166 : Galéran de Meulan
- 1166-1203 : Robert II de Meulan (+1204)

1203 : Domaine royal (confisquation de Beaumont par Philippe II Auguste)

## Maison d'Artois
Beaumont est érigé en comté et donné en apanage par le roi Louis X
- 1316-1332 : Robert III d'Artois, comte et pair (1328) de Beaumont

1332 : Domaine royal (confisquation de Beaumont pour félonie par Philippe VI)

## Maison d'Orléans
Le comté de Beaumont est donné à nouveau en apanage
- 1344-1353 : Philippe d'Orléans

1353 : Domaine royal (échange d'apanages)

## Maison d'Évreux-Navarre
Par le traité de Mantes (22 février 1354), le comté de Beaumont est cédé à Charles II, roi de Navarre et comte d'Évreux
- 1354-1365 : Charles II de Navarre

Blason de Louis de Navarre, comte de Beaumont

- 1365-1376 : Louis de Navarre, frère du précédent, reçoit le comté de Beaumont en apanage
  - Il meurt sans postérité légitime mais son fils bâtard Charles de Beaumont est l'auteur de la maison de Beaumont-Navarre (comtes de Lerín et connétables de Navarre)
- 1376-1387 : Charles II de Navarre, seconde fois, après la mort de son frère
- 1387-1404 : Charles III de Navarre, fils du précédent

1404 : Domaine royal (échange d'apanages, dont Beaumont, contre le duché de Nemours)

## Maisons de Maulmont et Stuart d'Aubigny
Le roi Louis XI cède le comté de Beaumont au couple Maulmont-Alençon à l'occasion du mariage ci-après
- 1469-1500? : Gui de Maulmont et son épouse Jeanne d'Alençon, fille naturelle de Jean II d'Alençon
- 1500?-1508 : Bérault Stuart d'Aubigny (et La Verrerie), gendre des précédents
- 1508-1544 : Robert Stuart d'Aubigny, gendre de Bérault

Domaine royal

## Maison de Bouillon
- 1651-1789 : le comté de Beaumont appartient aux ducs de Bouillon

## Sources
- El condado de Beaumont-le-Roger (espagnol)
- Mémoires et notes de M. Auguste Le Prevost pour servir à l'histoire du département de l'Eure